# Hydrolycus armatus
Hydrolycus armatus es una especie de peces de la familia Cynodontidae en el orden de los Characiformes.

## Morfología
Hydrolycus armatus comúnmente llamados payaras o pez vampiro de agua dulce en el hobby de los acuarios, es uno de los tetras más grandes del mundo. Se encuentran en los canales principales de grandes ríos que tienen mucha profundidad como lo son el río Orinoco y el río Caroni en Venezuela, estos extraordinarios depredadores se encuentran en Brasil, Colombia, Venezuela y Guayana. Los payaras adultos superan los 90 centímetros de longitud y los individuos más grandes se encuentran en los rápidos de Uraima en el río Paragua en el estado Bolívar, Venezuela, donde llegan a medir 117 centímetros de longitud y a pesar 17 kg, sus enormes colmillos inferiores superan los 5 centímetros de largo en los individuos grandes, en la parte trasera de la base de sus grandes colmillos tienen dientes que suplantan rápidamente a los colmillos que pierde, de acuerdo con observaciones de individuos en cautiverio los mismos son suplantados en menos de un día. En cautiverio es muy raro encontrar individuos que superen los 60 centímetros de longitud, son peces muy activos y nerviosos que necesitan enormes acuarios con mucha corriente para poder estar bien, esta es la razón por la cual se encuentran muy pocos Hydrolycus armatus que superen los 30 centímetros en cautiverio.

## Hábitat
Es un pez de agua dulce y de clima tropical.

## Distribución geográfica
Se encuentran en Sudamérica:  cuencas de los ríos  Amazonas y Orinoco, y ríos de Guayana.